# S/2003 J 23
S/2003 J 23 je Jupitrov naravni satelit (luna). Spada med  nepravilne lune z retrogradnim gibanjem. Je članica Pasifajine skupine Jupitrovih lun, ki krožijo okoli Jupitra v razdalji od 22,8 do 24,1 Gm in imajo naklon tira med 144,5°  in 158,3 °.
Luno S/2003 J 23 je leta 2003 odkrila skupina astronomov, ki jo je vodil Scott S. Sheppard z Univerze Havajev. Luno so opazili šele leta 2004 na posnetkih iz leta 2003.
Luna S/2003 J 23 ima premer okoli 2 km in obkroža Jupiter v povprečni razdalji 23,563.000 km. Obkroži ga v  732  dneh in 10 urah in 34 minutah po tirnici z veliko izsrednostjo (ekscentričnostjo), ki ima naklon tira okoli 149 ° glede na ekliptiko in na ekvator Jupitra. 
Njena gostota je ocenjena na 2,6 g/cm3, kar kaže, da je sestavljena iz kamnin. 
Luna izgleda zelo temna. Ima odbojnost 0,04. Njen navidezni sij je 23,6 m.